# Bärnkopf
Bärnkopf osztrák község Alsó-Ausztria Zwettli járásában. 2019 januárjában 355 lakosa volt.

## Elhelyezkedése

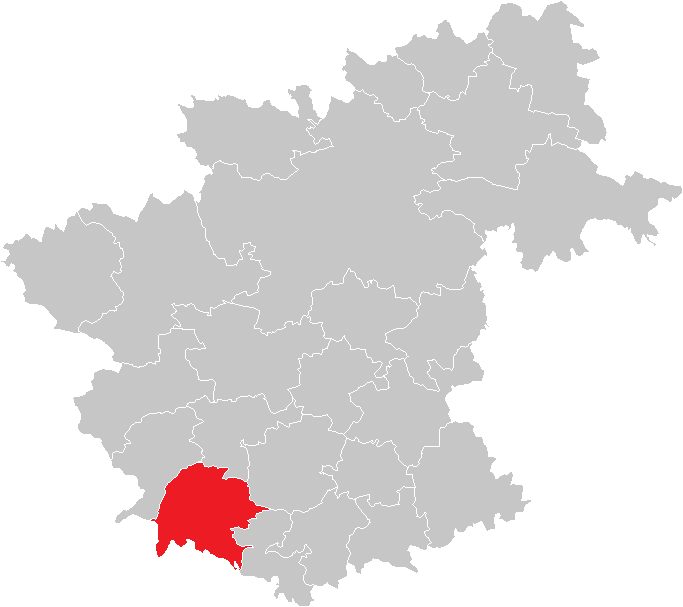
Bärnkopf a Zwettli járásban

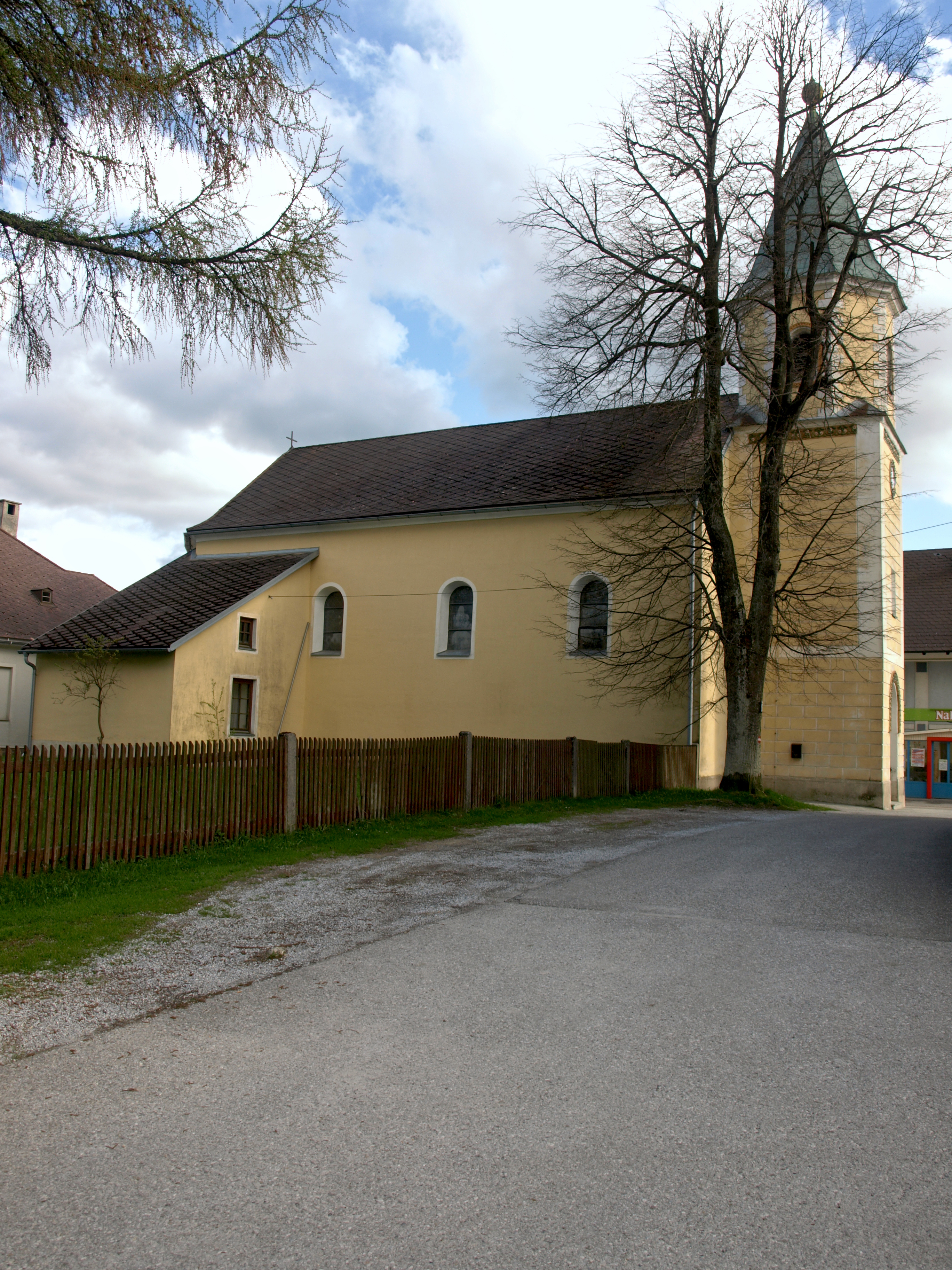
A Szt. Anna-plébániatemplom

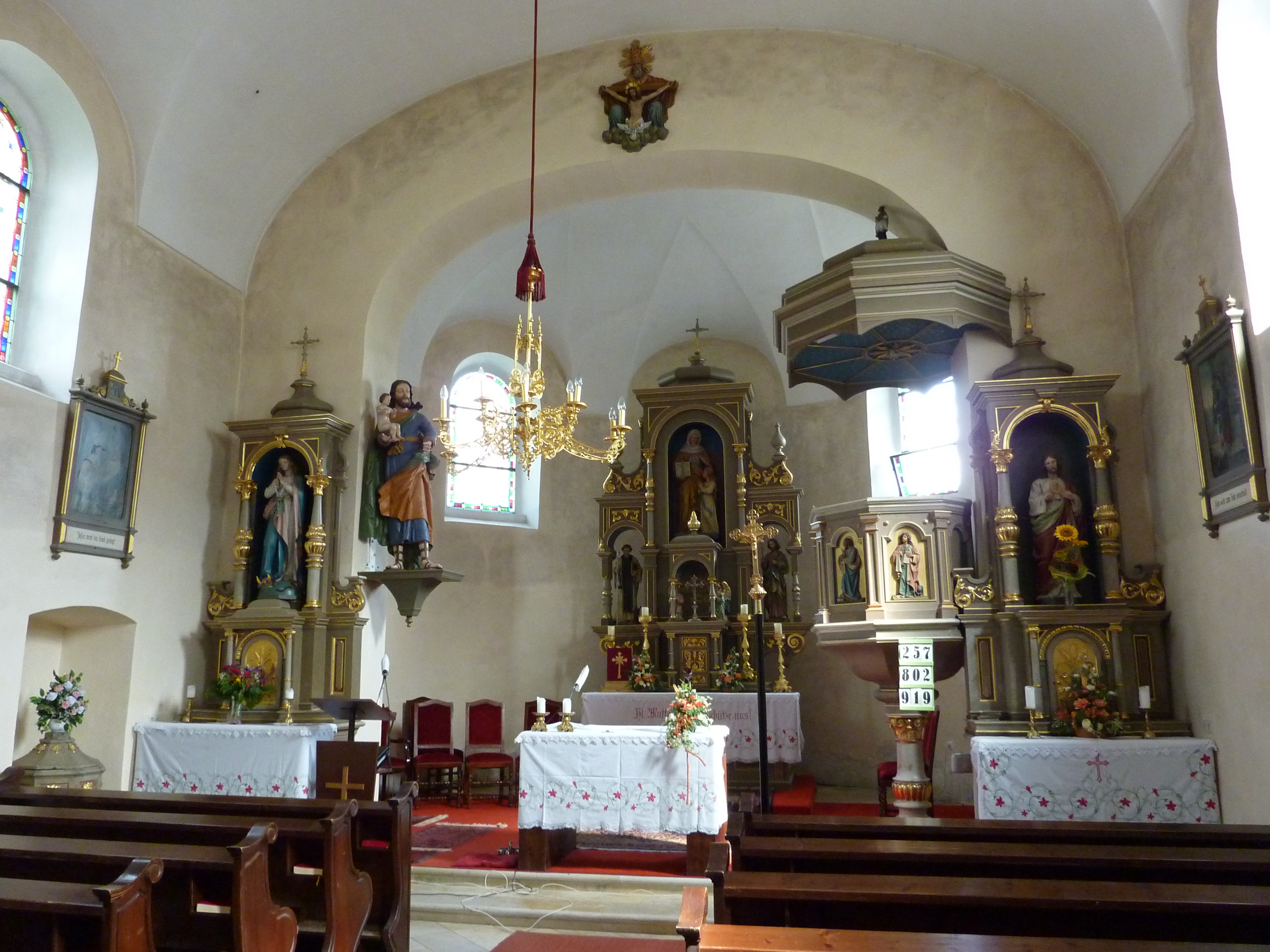
A templom belső tere

Bärnkopf Alsó-Ausztria Waldviertel régiójában fekszik a weinsbergi erdőben, 968 m magasan, amivel a Waldviertel legmagasabban lévő települése. Legmagasabb pontja az 1041 méteres Weinsberg. Területének 94,7%-a erdő. A község a következő részekből áll: Bärnkopf, Mitter-Bärnkopf, Unter-Bärnkopf, Zilleck, Saggraben, Lichteck, Weinsbergwiese, Dürnberg, Schöngrund és Dorfstadt.
A környező önkormányzatok: északnyugatra Altmelon, északra Schönbach, északkeletre Bad Traunstein, keletre Gutenbrunn, délkeletre Yspertal, délre Dorfstetten, nyugatra Sankt Georgen am Walde.

## Története
Az Ausztria legnagyobb egybefüggő erdejében fekvő település csak a 18. század második felében jött létre, amikor az erdő birtokosa, Joseph Weber Edler von Fürnberg üveghutát létesített a helyén, majd munkásokat hozatott családjukkal együtt Tirolból, Sziléziából, Csehországból, Stájerországból és Felső-Ausztriából és földet osztott nekik. 1795-ben II. Ferenc császár vásárolta meg a birtokot, amely a későbbiekben is a Habsburgok tulajdonában maradt.
1854-ben megépült a falu Szt. Annának szentelt kis temploma. 1905-ben Bärnkopf önálló egyházközséggé, 1924-ben pedig önálló önkormányzattá vált. Bevételeinek jelentős része ma a turizmusból származik, az erdő nyáron a túrázás, télen a terepsíelés kedvelőinek jelent ideális terepet. 2007-ben Bärnkopfot klimatikus gyógyüdülőhellyé nyilvánították.

## Lakosság
A bärnkopfi önkormányzat területén 2019 januárjában 355 fő élt. A lakosságszám a csúcspontját 1880-ben érte el 678 fővel, azóta többé-kevésbé folyamatos csökkenés tapasztalható. 2017-ben a helybeliek 98,9%-a volt osztrák állampolgár; a külföldiek közül 1,1% érkezett a régi (2004 előtti) EU-tagállamokból érkezett. 2001-ben a lakosok 95%-a római katolikusnak, 2,1% evangélikusnak, 1,9% pedig felekezeten kívülinek vallotta magát.
A lakosság számának változása:

| 2016 | 347 |
| 2018 | 355 |

## Látnivalók
- a Szt. Anna-plébániatemplom
- a favágómúzeum
- a Schiefer-család babaszobája

## Testvértelepülések
- Wiener Neudorf (Alsó-Ausztria)

## Fordítás
- Ez a szócikk részben vagy egészben  a   Bärnkopf című német Wikipédia-szócikk ezen változatának fordításán alapul.  Az eredeti cikk szerkesztőit annak laptörténete sorolja fel. Ez a jelzés csupán a megfogalmazás eredetét és a szerzői jogokat jelzi, nem szolgál a cikkben szereplő információk forrásmegjelöléseként.